# Đội tuyển Fed Cup Na Uy
Đội tuyển Fed Cup Na Uy đại diện Na Uy ở giải đấu quần vợt Fed Cup và được quản lý bởi Hiệp hội Quần vợt Na Uy.  Đội thi đấu ở Nhóm II khu vực Âu/Phi, nhưng bị xuống chơi ở Nhóm III năm 2008.

## Lịch sử
Na Uy tham dự kì Fed Cup đầu tiên vào năm 1963.  Thành tích tốt nhất của đội là vào đến vòng 16 đội các năm 1972 và 1974.

## Đội hình hiện tại (2017)
- Ulrikke Eikeri
- Astrid Wanja Brune Olsen
- Malene Helgø
- Caroline Rohde-Moe